# ستينهوف الدولية
ستينهوف الدولية (بالإنجليزية: Steinhoff International) هي شركة قابضة دولية للبيع بالتجزئة في جنوب إفريقيا ومدرجة في ألمانيا. تتعامل ستينهوف بشكل رئيسي في الأثاث والسلع المنزلية، وتعمل في أوروبا وأفريقيا وآسيا والولايات المتحدة وأستراليا ونيوزيلندا.

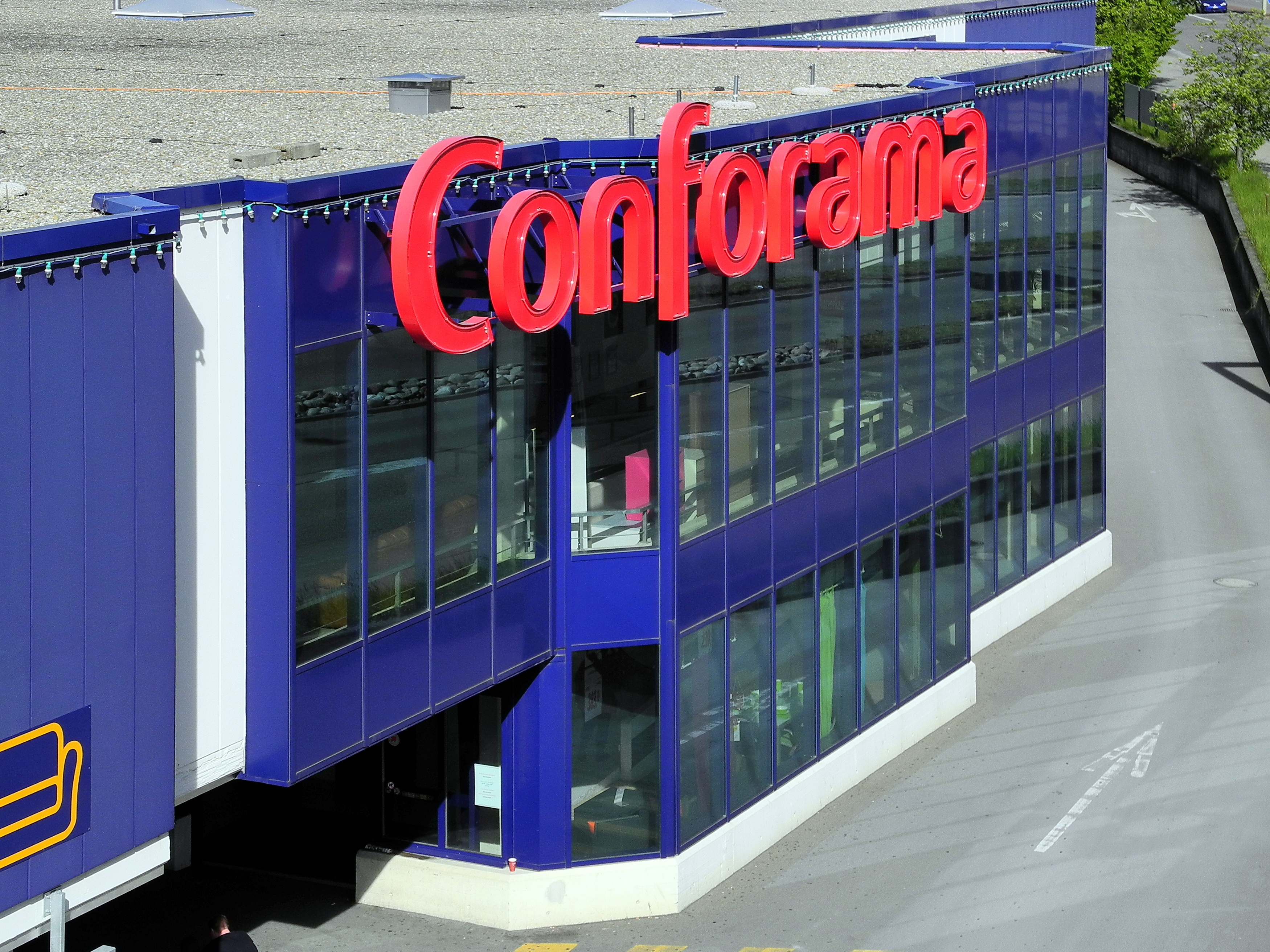
كونفوراما في فالسيلين ، سويسرا

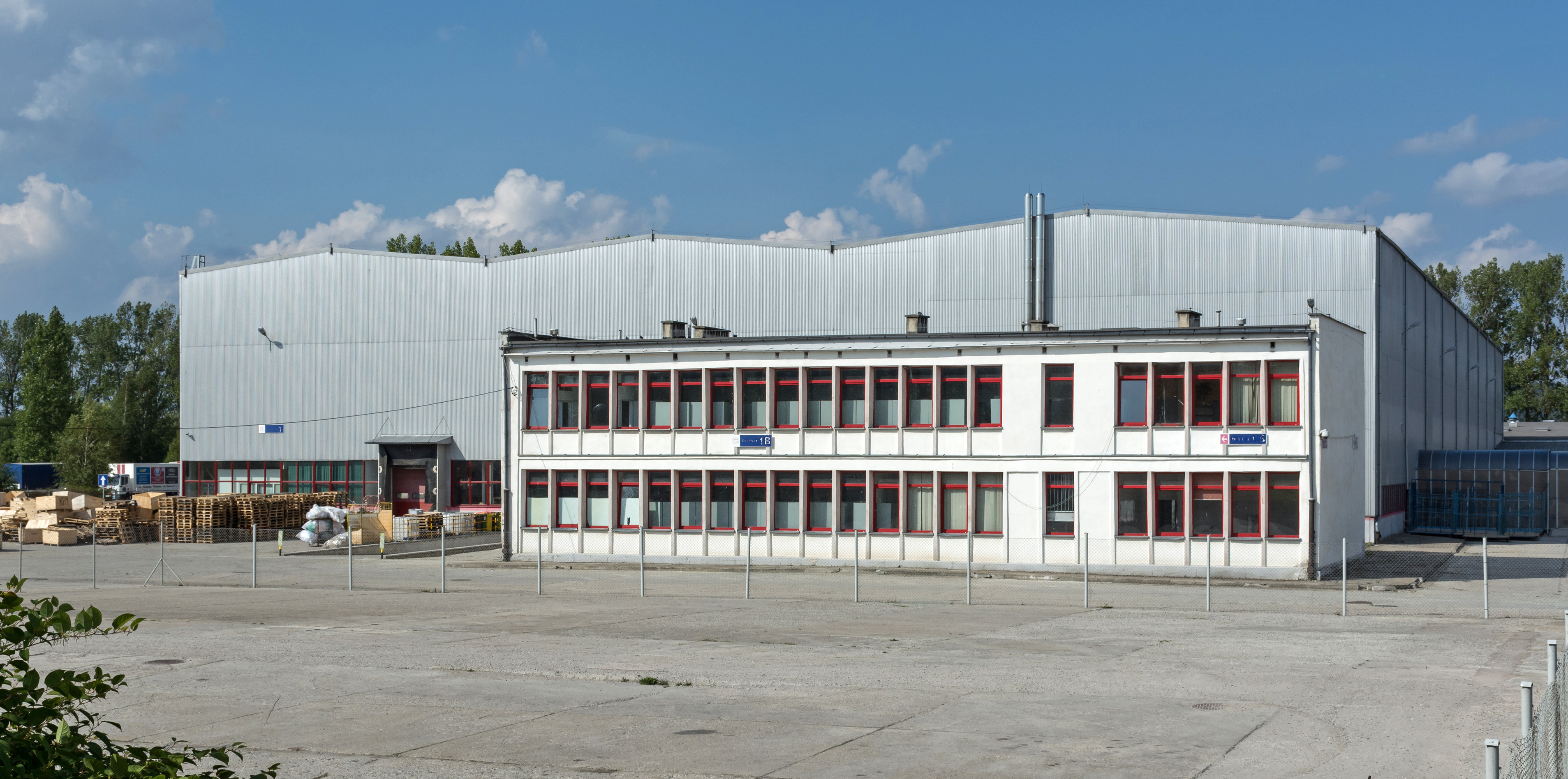
مصنع في كلودزكو

## روابط خارجية
- الموقع الرسمي